# 韋斯頓 (喬治亞州)
韋斯頓（英語：Weston）是位於美國喬治亞州韋伯斯特縣的一個非建制地區。該地的面積和人口皆未知。

## 地理
韋斯頓的座標為31°58′40″N 84°36′56″W / 31.97778°N 84.61556°W，而該地的平均海拔高度為155米（即509英尺）。